# Kerry Hore
Pour les articles homonymes, voir Hore.
Kerry Hore est une rameuse australienne née le 3 juillet 1981 à Hobart.

## Biographie
Kerry Hore participe à l'épreuve de quatre de couple avec ses coéquipières Dana Faletic, Rebecca Sattin et Amber Bradley aux Jeux olympiques d'été de 2004 à Athènes et remporte la médaille de bronze. Lors des Jeux olympiques d'été de 2008 à Pékin, elle est engagée dans la même épreuve et termine sixième.

## Palmarès

### Jeux olympiques
- 2004 à Athènes
  -  Médaille de bronze en quatre de couple

### Championnats du monde
- 2011 à Bled
  -  Médaille d'argent en deux de couple
- 2010 à Hamilton
  -  Médaille d'argent en deux de couple
- 2003 à Milan
  -  Médaille d'or en quatre de couple